# Дзанатта, Лука
Лука Дзанатта (итал. Luca Zanatta, 15 мая 1991 года, Пьеве-ди-Кадоре, Италия) — итальянский и швейцарский хоккеист, защитник.

## Биография
Воспитанник швейцарского клуба «Лугано», где работал его отец. После неудачной попытки закрепиться в юношеских североамериканских лигах, Дзанатта вернулся на родину, где он несколько сезонов в «Кортина». С 2014 года защитник играет в низших дивизионах Швейцарии. В 2016 году он провел один матч в плей-офф за клуб NLA «Женева-Серветт».
С 2014 года регулярно вызывался в расположение сборной Италии по хоккею с шайбой.

## Семья
Отец Айван Дзанатта (род. 1960) — итальянский хоккеист и тренер канадского происхождения. Братья Микаэль (род. 1989) и Алессандро (род. 1996) также хоккеисты.

## Достижения
- Обладатель Кубка Италии (1): 2012.